# Château d'Ampuis
Le château d'Ampuis est une ancienne maison forte, mentionnée dès le XIVe siècle, très remaniée au XVIIIe siècle. Le château se dresse sur la commune d'Ampuis, dans le département du Rhône, en région Auvergne-Rhône-Alpes.
Le château fait l’objet d’une inscription partielle au titre des monuments historiques par arrêté du 22 juillet 1996. Seuls sont inscrits : le château, la chapelle, le portail d'entrée à colonnes antiques et fronton, le jardin au-devant du château (y compris le mur de soutènement de la terrasse sur le Rhône et le belvédère).

## Localisation
Le château d'Ampuis est situé au sud du département français du Rhône sur la commune d'Ampuis, à l'est, sur la rive droite du Rhône, au pied d'un vignoble de côte-rôtie.

## Histoire
Dès l'époque romaine, il est fait mention de la villa d'Ampucius. Au VIIe siècle, on trouve Erchembert d'Ampuis. Une maison forte est mentionnée dès le XIVe siècle.[réf. nécessaire]
On cite ci-dessous les premiers seigneurs d’Ampuis dont le nom nous est parvenu, sans qu’il soit possible d’établir leur filiation avec certitude.
- Le premier seigneur connu est Girard (vivant en 1069) ; au XIe siècle, on trouve également Pierre et Hugues (vivant en 1086) ;
- Au XIIIe siècle, on mentionne Oger  (vivant en 1246) ;

En 1339 Pierre d'Ampuis fait hommage au sire de Roussillon pour le « Château-Bas d'Ampuis » et la maison forte de « La Garde d'Ampuis ».
- Au XIVe siècle, Pierre épouse Clémence de Drieux ;

Maugiron (1380-1755)
- Antoine épouse vers 1376 Clémence de Drieux, veuve de Pierre d'Ampuis dont elle a hérité ;
- Henri, fils des précédents, devient seigneur d'Ampuis en 1380 ; il épouse Aymonette de Torcheselon ;
- Gilles, fils des précédents, meurt sans lignée ;
- Hugonet, fils d'Antoine, épouse Catherine Robe ;
- François, fils des précédents, épouse Claude du Claux ; vers 1430 ;
- Hugues, fils des précédents, épouse Claude Lambert, dame de la Roche ;
- François, second fils des précédents, épouse Louise de Rabutin ; en 1507, il accompagne Louis XII à Gênes ; son fils Claude meurt jeune ;
- Gui (vers 1490-1554), fils d'Hugues, oncle et héritier du précédent, épouse en 1517 Ozanne L'Hermite, petite-fille de Tristan L'Hermite ; il est lieutenant général du Dauphiné ; en 1569, il est érigé baron d'Ampuis ;
- Guillaume (????-1554), fils des précédents, épouse Philippe de Lugny ; leur fille unique Marie n'hérite pas de la seigneurie d'Ampuis ;
- Laurent (1528-1589), frère du précédent, épouse en 1550 Jeanne de Maugiron, sa cousine ; Louis de Maugiron(????-1578), l'un de leurs fils, fut un mignon d'Henri III ;
- Timoléon (1561-1622), second fils des précédents, épouse en 1616 Jeanne de Sassenage ;
- François (1617-1638), fils des précédents, meurt sans postérité ;
- Scipion (????-1625), troisième fils de Laurent, épouse en 1600 Madeleine Lugoli ;
- Louis (vers 1621-1672), second fils des précédents, épouse en 1645 Louise Barjac, dame de Pierregourde ;
- François (vers 1649-1719), fils des précédents, épouse en 1679 Angélique Catherine Thérèse de Sassenage ; il est grand bailli de Dauphiné ;
- Denis Louis Timoléon (vers 1690 -), fils des précédents, épouse Catherine de Chalus, dame de Saint-Priest ;
- François-Louis (1722-1767), fils des précédents et dernier descendant mâle de la famille, épouse en 1740 Marie Françoise de Sassenage, dont il a une fille unique ; ruiné, il vend le château et ses dépendances à Louis-Hector de Harenc, qui suit ;

Harenc de la Condamine
- Louis Hector Melchior Marie né en 1727 acquiert le domaine en 1755 ; en 1757, il épouse Antoinette de Colabeau ;
- Pierre Marie Anne (1759-1839), fils des précédents, épouse en 1788 Guillemette Antoinette de Charrier de la Roche ;
- Claude Marie Madeleine Scolastique (1801-1866), fils des précédents et dernier descendant mâle de la famille, épouse en 1859 Claudine Marie Joséphine de Veyny d'Arbouze (1830-1922) et meurt sans descendance ;

Cholier de Cibeins
- Laurent Gabriel Léonor (1826-1897) acquiert le domaine en 1866 ; il épouse Gabrielle de Damas d’Antigny (1849-1952), qui décédera à l'âge de 103 ans ;

Fustier
- André (1852-1907), polytechnicien, épouse Antonie Duplay (1852-1913) en 1877 ;
- Anne-Marie (1889-1981), fille des précédents, leur succède ;

Roche des Breux
- Antoine né en 1884 épouse la précédente en 1912. Ils auront 5 enfants : Elisabeth décédée en 1929, Gabrielle, Jeanne, André et Louis tous deux décédés en 1918.

Vial
Troussier
- Le 14 juin le château est acheté par Salvatore Carlino et son épouse Antonina Lombardo.
- le 22 juin 1978, Henri Troussier rachète la totalité du château d'Ampuis à son copropriétaire et à sa mort, la bâtisse revient à son épouse et ses 5 filles : Elisabeth, Françoise, Agnès, Sophie et Nathalie.

Guigal
- Le 13 janvier 1995, la famille Guigal propriétaire des vignobles et caves E. Guigal, fondés par Étienne Guigal, acquiert le château qui devient son siège social ; la société est dirigée par Marcel, né en 1943, fils unique d'Étienne, assisté de son fils unique Philippe, né en 1975. Des travaux de restauration sont entrepris entre 1995 et 2006.

## Armoiries
- Maugiron :  gironné d'argent et de sable de six pièces, le premier giron, sortant du côté dextre de l’écu, est argent, le suivant est de sable, et ainsi de suite, en faisant le tour de l’écu ; devise : Infringet solido.
- de la Roue Harenc de la Condamine : d'azur à trois croissants d'or posés en bande ; couronne de Marquis; supports : deux lions ; devise : Nul bien sans peine.
- Cholier de Cibeins : d'or à trois bandes de sable au chef d'azur chargé d'un lion passant d'or ;  couronne de Comte ; devise : Nil conscire sibi.
- Guigal : Coupé au 1 : de gueules chargé d’un lion passant d’argent couronné du même. Au 2 : partie d’argent à la Croix de Jérusalem (la grande Croix accompagnée de ses 4 petites croix), au 2 bandé d’or et d’azur de 10 pièces ; devise : Labor Probus Omnia Vincit.

## Description
Le « château haut », qui était situé au lieu-dit la Garde, a disparu. Du « château bas » d'origine, subsistent deux des quatre tours rondes. Le corps principal, long rectangle orienté nord-est/sud-ouest, date du milieu du XVe siècle, comme les plafonds « à la Serlio » du rez-de-chaussée et « à la fougère » du premier étage. Au nord est, un donjon circulaire lui est accolé et, côté sud-ouest, il est flanqué d’un pavillon avec lequel il forme un « L ». Entre 1592 et 1622, le logis est remanié dans le style classique. Le colombier, construit en 1653 a été transformé en chapelle au XIXe siècle. L'escalier principal et celui de l'aile sud sont de 1640. Des portes-fenêtres sont percées en 1748. La toiture à double pente constituée de tuiles plates a été refaite au XIXe siècle. Les fossés ont été remblayées au XXe siècle.
Divers bâtiments, parallèles à l’aile sud, complètent l’ensemble. Face au corps principal, les jardins à la française, qui forment une terrasse face au Rhône, ont été réaménagés vers 1935. Un belvédère a été édifié à l’angle ouest. Un jardin à l’anglaise occupe le nord du domaine.
Le château est détenu par la Maison vinicole E. Guigal.

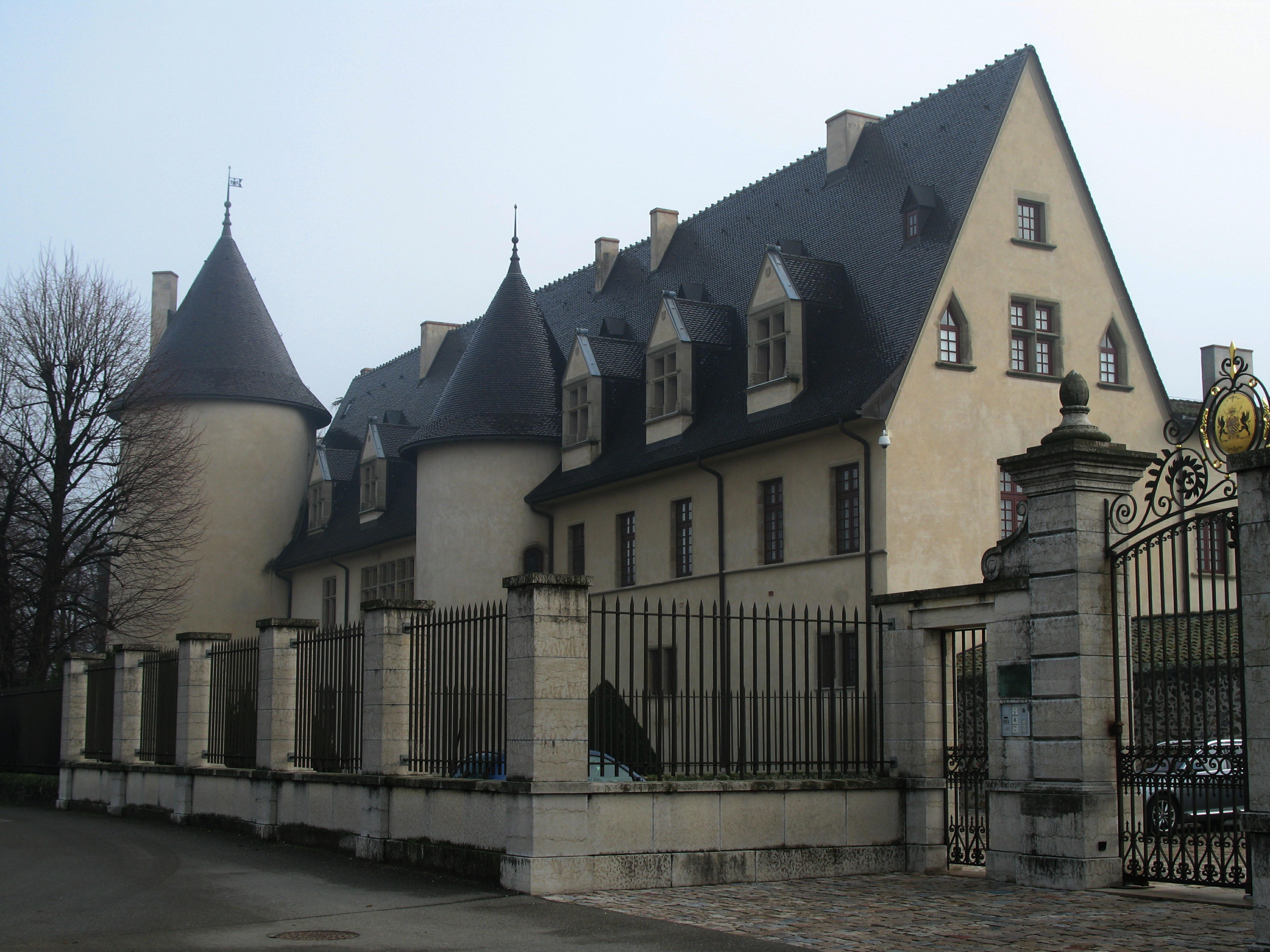
Façade nord ouest.
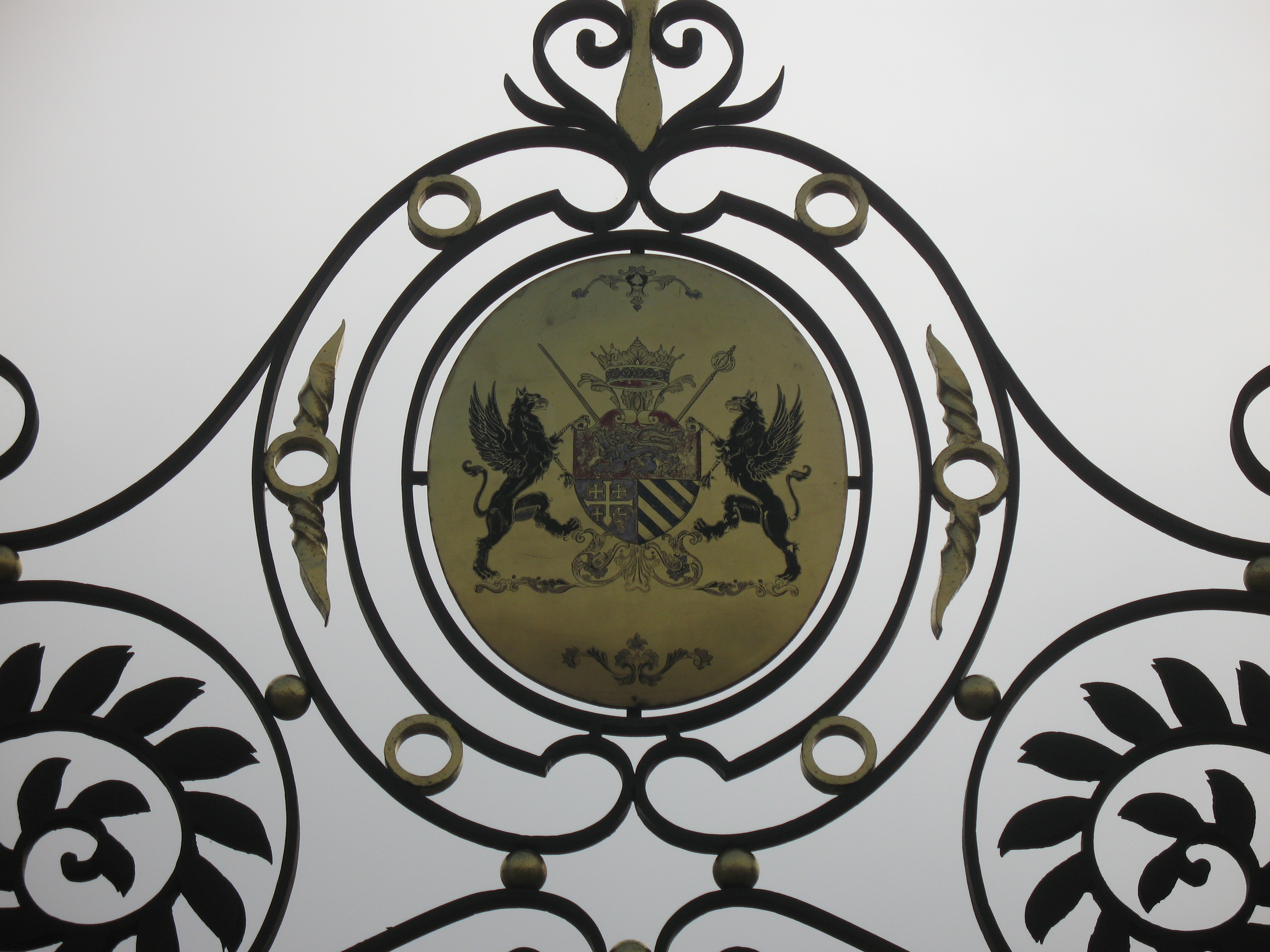
Armoiries ornant le portail d'entrée.
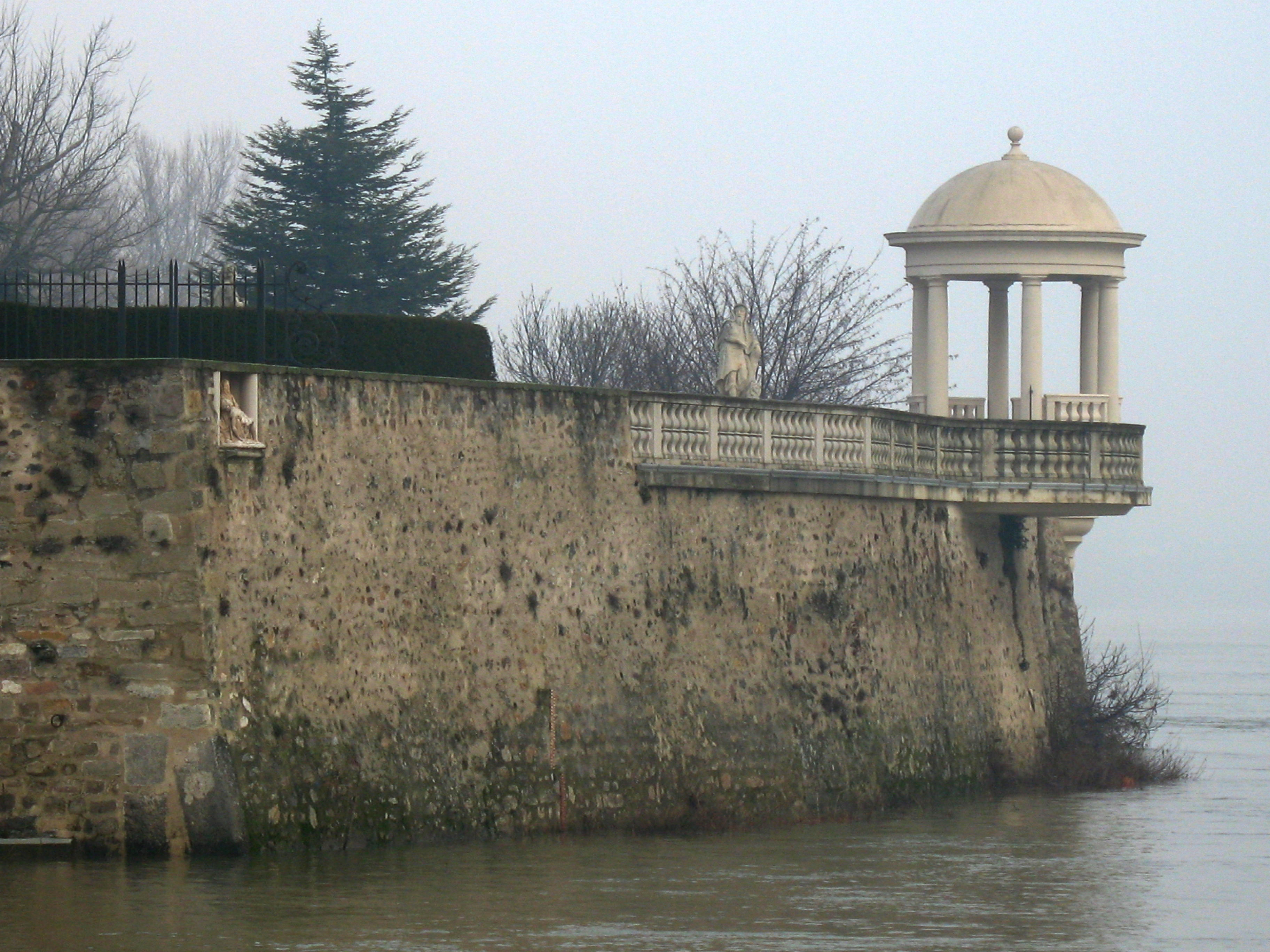
Belvédère.
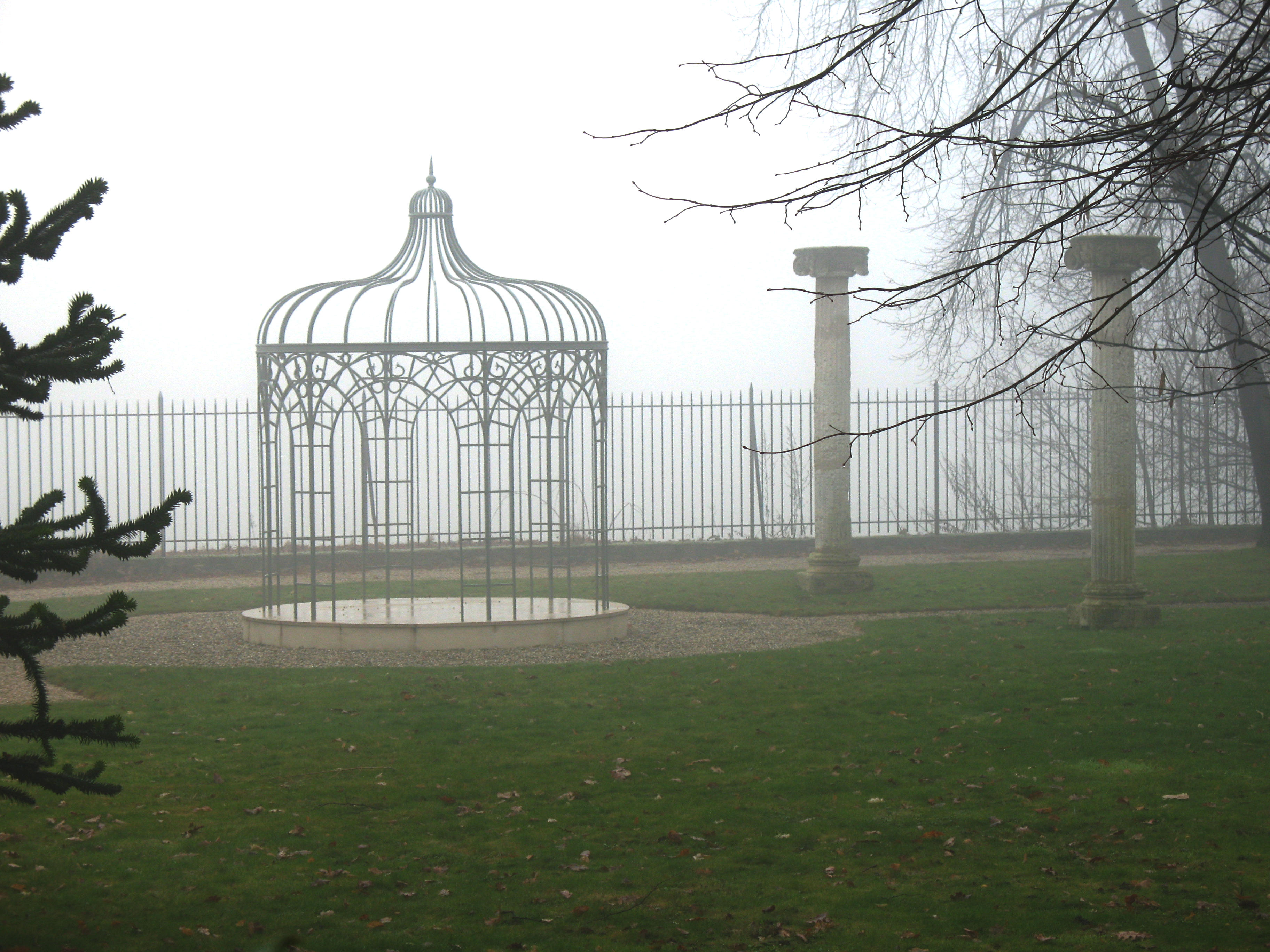
Jardin à l’anglaise.
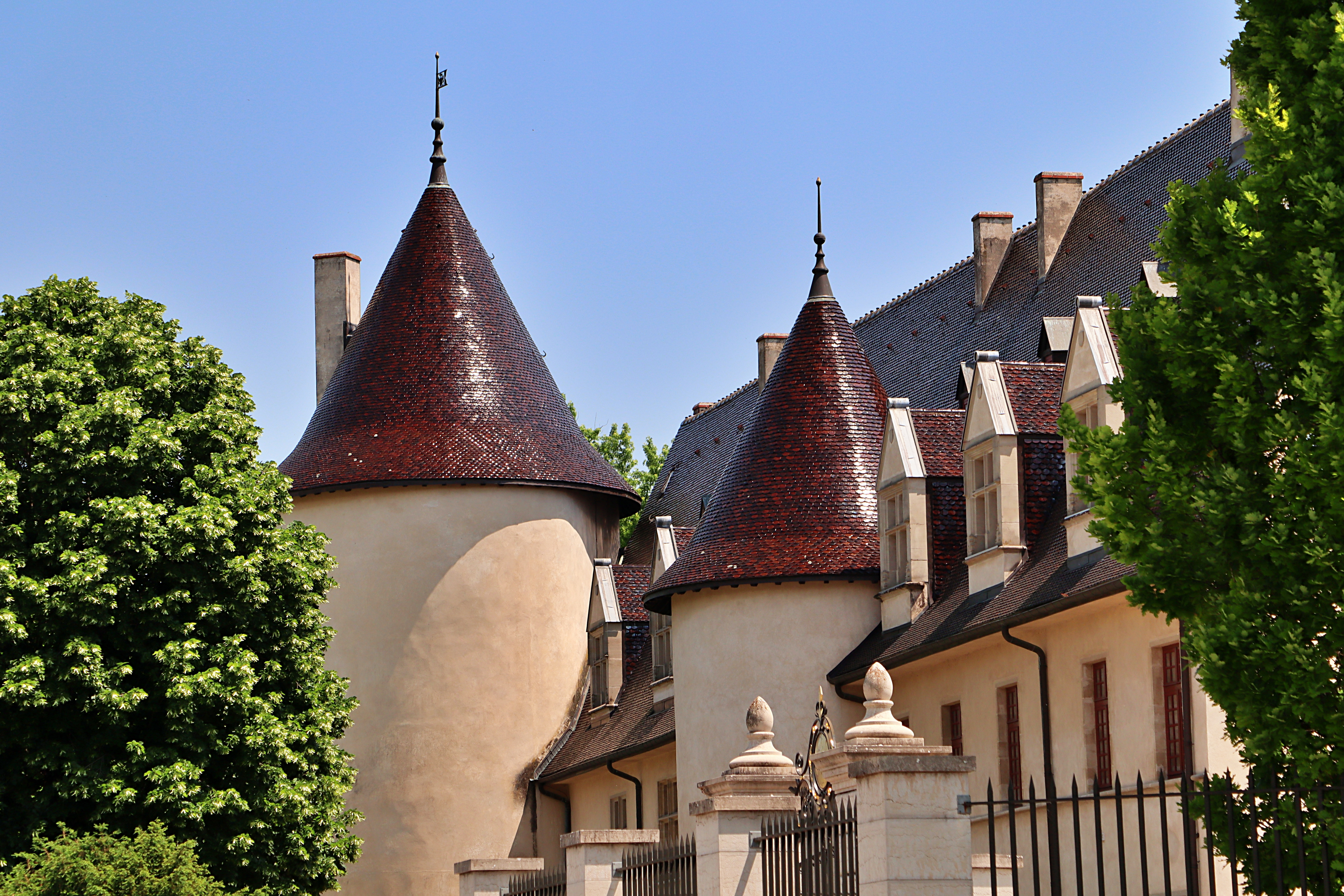
Tourelles.

## Sources et bibliographie
- Les archives des familles de Maugiron et d'Harenc de la Condamine sont conservées aux Archives du département du Rhône et de la métropole de Lyon. Les archives de la famille Cholier de Cibeins sont conservées aux Archives municipales de Lyon.
- F. Anselme : Le palais de l'honneur (Paris, 1663)
- Jean Antoine de La Tour de Varan : Études historiques sur le Forez : Armorial et généalogies des familles qui se rattachent à Saint-Étienne (Saint-Étienne, 1854)
- Borel d'Hauterive : Annuaire de la noblesse de France et des maisons souveraines de l'Europe (Paris, 1856)